# Sublimity (Oregon)
Sublimity est une municipalité américaine située dans le comté de Marion en Oregon.
Lors du recensement de 2010, sa population est de 2 681 habitants. La municipalité s'étend sur 0,93 milles carrés (2,41 km2).
La localité prend le nom de Sublimity en 1852, lorsqu'elle accueille son premier bureau de poste. Elle devient une municipalité le 3 février 1903.